# Waldulm
Waldulm ist ein Ortsteil der Gemeinde Kappelrodeck und liegt etwa 20 km nordöstlich von Offenburg.

## Geographie

### Geographische Lage

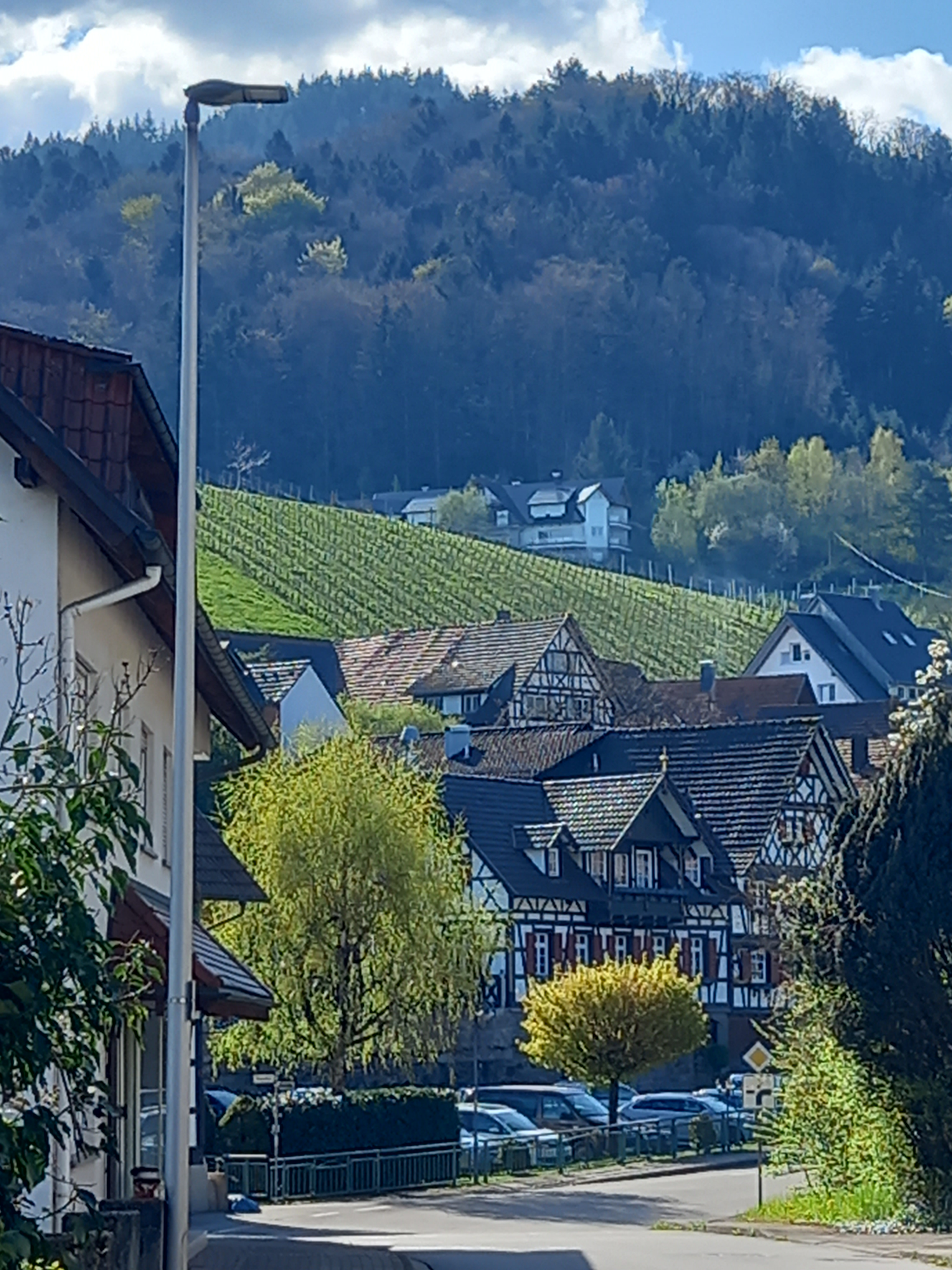
Achertal und südöstliche Ortslage von Waldulm

Der Ort Waldulm liegt im Achertal, einem Tal im Ortenaukreis im mittleren Schwarzwald.

### Nachbarorte
- Achern
- Oberkirch
- Kappelrodeck
- Ottenhöfen im Schwarzwald
- Lautenbach
- Renchen
- Mösbach

## Geschichte
Das Rotweindorf Waldulm kann auf eine lange geschichtliche Vergangenheit zurückblicken, die wohl im achten oder neunten Jahrhundert begann. Waldulm wurde als „universitas de walulma“ erstmals urkundlich am 29. Juli 1244 erwähnt, als in einem Streit zwischen der Gemeinde und dem Kloster Allerheiligen um ein Fleckchen Wald und beiliegenden Gütern das Metropolitangericht zu Mainz entscheiden musste.
Über Jahrhunderte hindurch bildete der Waldulmer Kirchspielspruch von 1507 die Grundlage des Zusammenlebens in der Gemeinschaft. Darin waren die Rechte und Pflichten des Vorgesetzten und Untertanen festgeschrieben. Alleiniger Landesherr war der jeweilige Bischof zu Straßburg. Kriege, Hexenwahn und Notzeiten führten immer wieder zu einem krassen Rückgang der Bevölkerungszahlen. In wirtschaftlich schlechten Zeiten waren auch zahlreiche Auswanderungen zu verzeichnen.
Zu dieser Zeit gehörte der Ort zur weltlichen Oberhoheit des Hochstifts Straßburg. Unter dieser Herrschaft blieb Waldulm bis 1803, als es zum Großherzogtum Baden kam. Im Zuge der Gemeindereform wurde Waldulm am 1. Januar 1974 in die Nachbargemeinde Kappelrodeck eingemeindet.

## Ortschaftsrat
Die Kommunalwahl am 26. Mai 2019 brachte folgende Sitzverteilung für den Ortschaftsrat:
- FWV 70,0 %, 7 Sitze
- CDU 30,0 %, 3 Sitze

Als Ortsvorsteher wurde Johannes Börsig in seine zweite Amtszeit gewählt.

## Winzergenossenschaft Waldulm

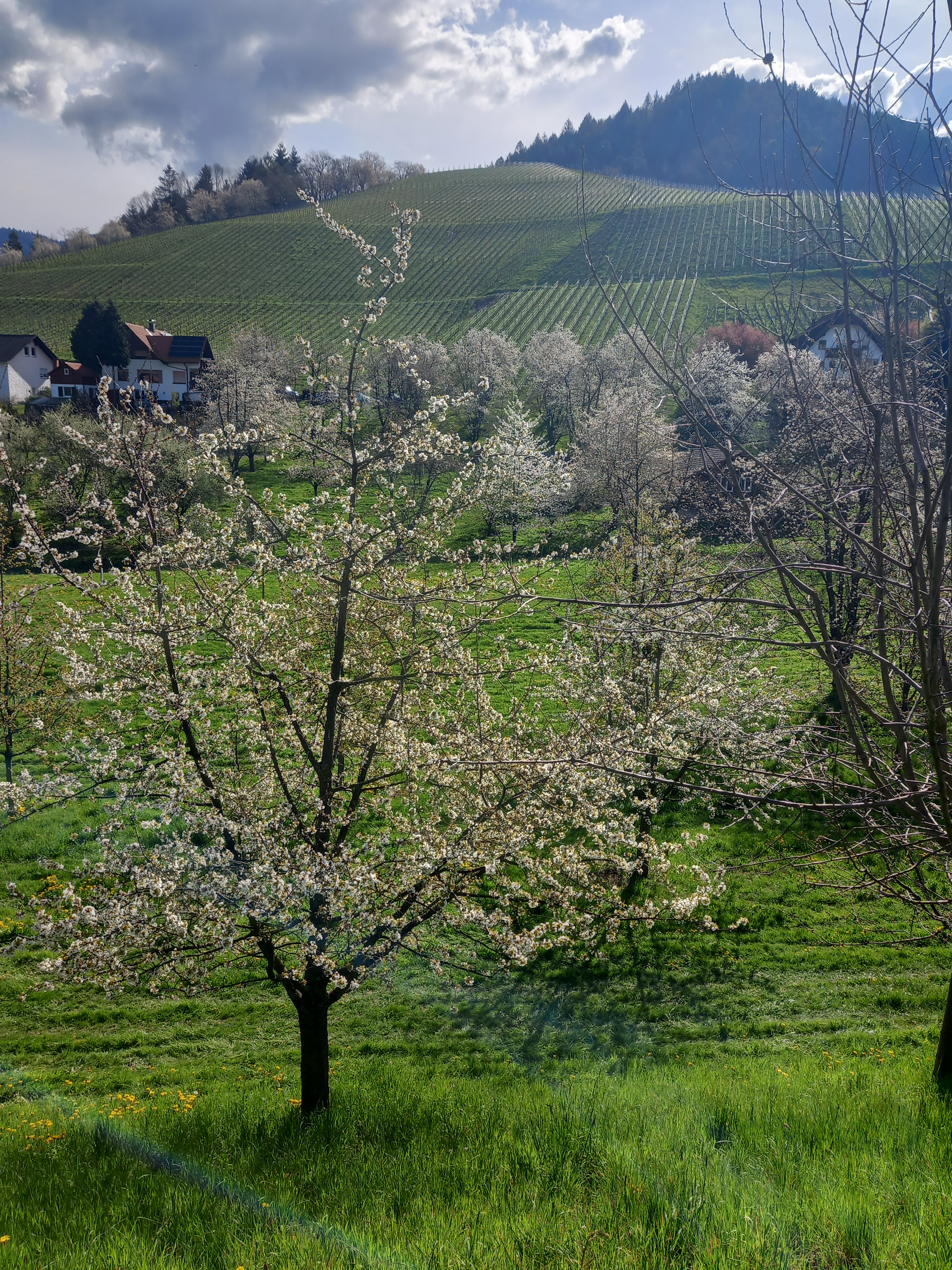
Weinanbau in Waldulm zwischen Obstbäumen im Tal und Wald auf den Bergen

Gegründet 1928 durch Pfarrer Fichter.
Die WG Waldulm hat die mit ca. 75 % Spät-Burgunder-Rotwein die höchste Auslastung an Spät-Burgunder aller Winzergenossenschaften in der Bundesrepublik Deutschland.
Die Winzergenossenschaft Waldulm ist mehrmaliger Gewinner von Gold-, Silber- und Bronzemedaillen.

## Kultur und Sehenswürdigkeiten

### Ortshymne
O Waldulm, du Rotweindörfchen,
Hingestreut am Bergesrand,
Als ein wein- und singfroh Fleckchen
Bist von jeher du bekannt.
Deiner dunklen Wälder Rauschen,
Deiner Tannen ewig Grün,
Deinen Quellen will ich lauschen,
Wenn Reben und Kastanien blüh'n.
Schon von ferne Türme grüßen,
Schloss und Kirche auf den Höh'n,
Munter deine Bächlein fließen,
Herrlich, dieses Bild zu seh'n!
Auf der Schwend die Felsenquadern
Bricht des Steinmetz fleißige Hand,
Bauernblut fließt in den Adern
Der Menschen, treu dem Heimatland.
Wenn im Lenz die Kirschen blühen
Gleicht das Tal dem Paradies,
Wenn belohnt des Bauern Mühen:
Obst und Trauben honigsüß.
Wenn ein guter Herbst bescheret
In das Fass den roten Wein,
Wenn der Most geräuschvoll gäret,
Kann dem Winzer Schönres sein?
Wenn aus den vergornen Stoffen
Echter Edelbranntwein fließt,
Wenn des fleißigen Brenners Hoffen
Guter Lohn die Müh' versüßt.
Rußland wohl den Wodka rühmet,
England seinen Whisky preist,
Die Krone aller Geister ziemet
Dem Waldulmer Kirschengeist.
Gott, erhalte uns den Frieden
Nach so langer Leidenszeit,
Gib den Menschen Trost hienieden,
Frohsinn und Zufriedenheit.
Segne Fleiß und edles Streben,
Schon' das Land vor schwerem Sturm,
Guter Gott, schütz unsre Reben,
Unser Rotweindorf Waldulm.

### Bauwerke und Sehenswürdigkeiten

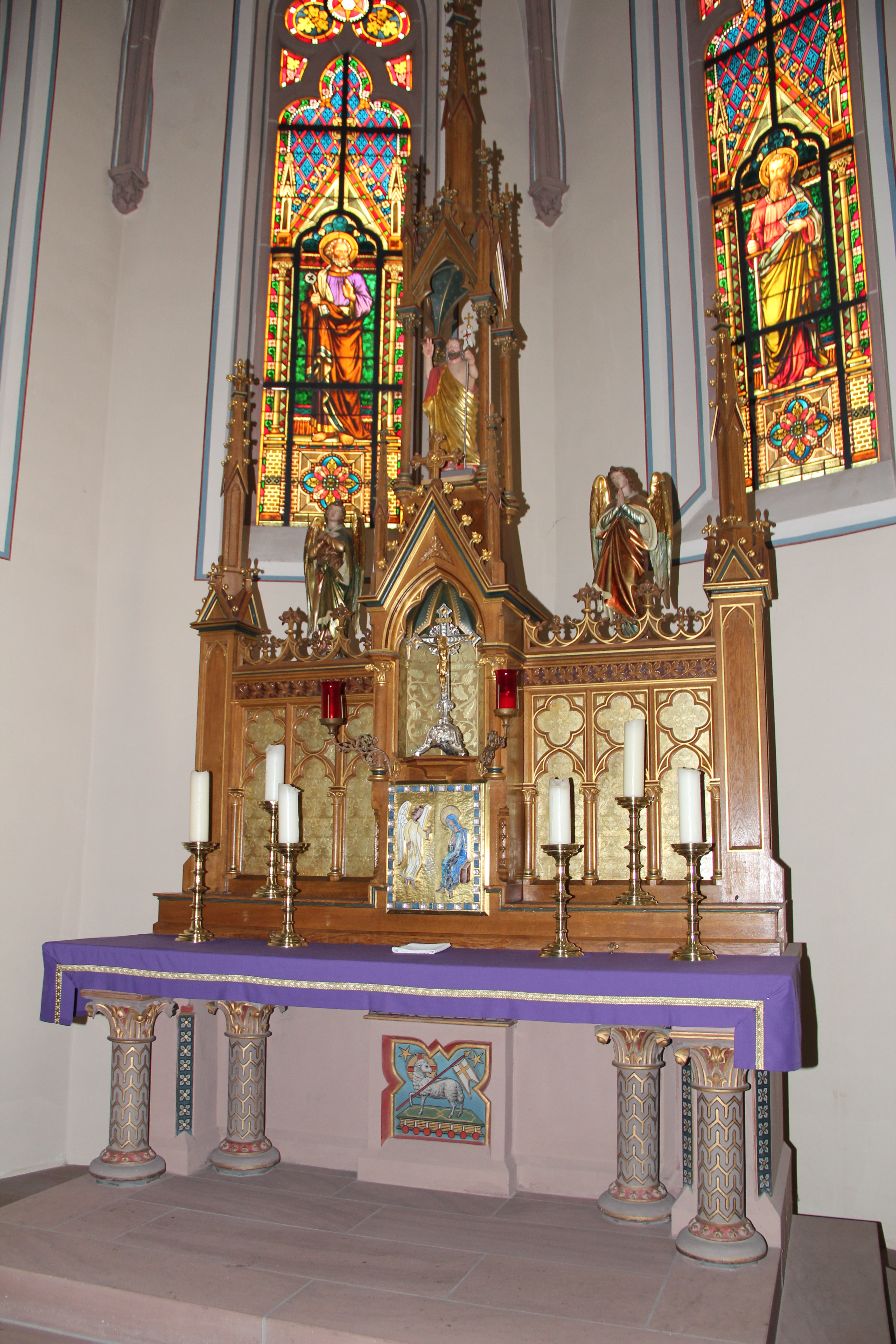
Hochaltar der St. Albinkirche in Waldulm

- Der sogenannte Kutzenstein, ein Steinhaufen im Wald von Waldulm. Die um diesen Steinhaufen von Generation zu Generation weitergereichte Legende besagt folgendes:

Als vor langer Zeit die Waldulmer ihre Kirche bauten, welche eine der ersten des Gaues war, ergrimmte der Teufel, der sich in seinem Besitztum gestört sah, dermaßen über dieses Werk, dass er aus allen seinen Kräften es wieder zu vernichten strebte. Aber alle seine Listen schlugen fehl. In seiner blinden Wut ergriff er zuletzt mit seinen Riesenfingern einen ungeheuren Felsblock und trug ihn aus weiter Ferne herbei, um den verhassten Bau mit einem Schlage zu zerstören. Als er über dem Bergrücken angekommen war und schon zum Wurf ausholte, zwang ihn eine höhere Macht, welche über dem Gotteshaus wachte, den Stein fallen zu lassen. Von da an gab der Teufel seine fruchtlosen Zerstörungsversuche auf. Die Löcher in dem Findling aber rühren von den Krallen des Teufels her, weshalb diese Vertiefungen „Teufelsfinger“ genannt werden.
Heute ist der 327 m ü. NN gelegene Kutzenstein ein Wanderziel für Einheimische als auch für Touristen. Auf den etwa sieben Meter hohen Steinhaufen führt eine eiserne Steigleiter, über die es möglich ist, eine kleine Aussichtsplattform zu erreichen.
- Kirche St. Albin in Waldulm. Die Kirche wurde 1888 und in den Jahren 1965–71 sowie 2003–04 vom Freiburger Restaurator Andreas Bauernfeind renoviert. Die Pfarrei Waldulm wurde erstmals urkundlich am 6. Juli 1291 erwähnt. Im Jahre 1487 erbaute man die alte Chorturmkirche, an deren Stelle seit 1888 die jetzige Pfarrkirche steht.

- Rathaus

### Park
Erholungspark mit Ententeich und Kinderspielplatz

### Ausflug-Wanderziele
- Schwend mit dem Buchwald und Felsenweg
- Scherd mit den Waldulmer-Weinbergen und Blick in die Rheinebene (Vogesen)

### Bildungseinrichtungen
- Grundschule Waldulm
- Kindergarten Waldulm

## Persönlichkeiten
- Thomas Vogel (* 1964), Jazzmusiker